# Andreas Christl
Andreas „Andi“ Christl (* 1986 in Schrobenhausen) ist ein deutscher Radiomoderator.

## Leben
Christl wurde als Sohn eines Gastwirts im oberbayerischen Schrobenhausen geboren, wuchs aber in Farchant nahe Garmisch-Partenkirchen auf.

## Karriere
Nach einer Ausbildung in der Gastronomie begann Andreas Christl 2010 beim Radiosender Antenne Bayern zu arbeiten, zunächst in der Redaktion, ab Anfang 2013 auch als Moderator. Gemeinsam mit Kristina Hartmann führte er 2014 jeden Freitagabend durch die Sendung Die jungen Wilden, welche im Jahr des Starts mit dem Deutschen Radiopreis in der Kategorie Beste Sendung ausgezeichnet wurde. 2015 wurde das preisgekrönte Sendekonzept ausgebaut. In „Die jungen Wilden – dein Abend ab Acht“ moderierte Christl, gemeinsam mit Kollegin Julia Gumpp, die tägliche Abendsendung auf Antenne Bayern.
Er war Redakteur und Moderator der „Antenne Bayern Schmankerlshow“. Hierzu hat der Sender 2013 das zugehörige Kochbuch im J. Berg Verlag veröffentlicht.
Christl entwickelte zudem die wöchentliche Rubrik „der weiß-blaue Wochenrückblick“ und war mehrere Jahre als Oberbayern-Korrespondent für Antenne Bayern im Freistaat unterwegs.
2016 war er für den gemeinnützigen Internetsender Radio BUH tätig. Gemeinsam mit Stefan Dettl und Evi Dettl kümmerte er sich hier um den Erhalt der bayerischen Kultur, Musik und Sprache in der Radiolandschaft.
Im Januar 2017 wechselte er zum Bayerischen Rundfunk und kommt dort als Moderator für die Popwelle Bayern 3 und das Jugendradio Puls zum Einsatz.
Auf Bayern 3 war er regelmäßig Moderator in der Sendung „Spätschicht“, die in Kooperation mit Puls produziert wurde. Ende Dezember 2018 wurde die „Spätschicht“ eingestellt und durch die neue Abendsendung „Mensch, Bayern!“ ersetzt. In dieser war er als Außenreporter tätig und berichtete aus unterschiedlichen Regionen Bayerns zu bestimmten Themen und außergewöhnlichen Storys. Die Moderation im Studio hatte dabei Brigitte Theile inne.
Aktuell moderiert er auf Bayern 3 gelegentlich die „Bayern 3 Abendshow“, die unregelmäßig abweichend vom regulären Abendprogramm ausgestrahlt wird, beispielsweise in Ferienzeiten.
Für Puls moderiert Christl die werktägliche Morgensendung.
Seit März 2019 ist Andi Christl als Wirtshausexperte für das BR Fernsehen unterwegs. Alle zwei Wochen gibt er in der Sendung „Wir in Bayern“ einen neuen Wirtshaustipp.